# I. e. 180
Évszázadok: i. e. 3. század – i. e. 2. század – i. e. 1. század
Évtizedek: i. e. 230-as évek – i. e. 220-as évek – i. e. 210-es évek – i. e. 200-as évek – i. e. 190-es évek – i. e. 180-as évek – i. e. 170-es évek – i. e. 160-as évek – i. e. 150-es évek – i. e. 140-es évek – i. e. 130-as évek
Évek: i. e. 185 – i. e. 184 – i. e. 183 – i. e. 182 –  i. e. 181 – i. e. 180 – i. e. 179 – i. e. 178 – i. e. 177 – i. e. 176 – i. e. 175

## Események

### Róma
- Aulus Postumius Albinus Luscust és Caius Calpurnius Pisót választják consulnak. Utóbbi hivatalában meghal (állítólag felesége mérgezte meg), helyét Quintus Fulvius Flaccus veszi át.
- Az előző évi consulok, P. Cornelius és M. Baebius, akik hivatali idejük alatt semmi érdemlegeset nem végeztek, seregeik átadása előtt meglepetésszerűen megtámadják az apuani ligurokat, akik erre megadják magukat. A ligurokat – mintegy negyvenezer embert – áttelepítik Samniumba, ahol a sík vidéken kevésbé képesek védekezni, ha újból fellázadnának.
- Hispaniában Fulvius Flaccus proconsul seregét a lázadó keltiberek meglepik egy szurdokban, de elkeseredett küzdelem után a rómaiak visszaverik őket.
- Lucában római coloniát alapítanak.

### Hellenisztikus birodalmak
- Megmérgezik V. Ptolemaiosz egyiptomi fáraót. Utóda első fia, a hatéves VI. Ptolemaiosz, aki helyett régensként anyja, I. Kleopátra kormányoz.
- I. Démétriosz görög-baktriai király megtámadja az uralkodódinasztia kihalása miatt zűrzavarba süllyedt indiai Maurja Birodalmat. Démétriosz azonban hamarosan meghal és a meghódított területeken (a pandzsábi Taxilától egészen Szindhig vagy akár Gudzsarátig kiterjedően) hadvezére, I. Apollodotosz uralkodik.

### Kína
- Meghal Lü Csi özvegy császárné, aki a tényleges hatalmat birtokolta. Állítólag azt tervezte, hogy rokonai segítségével megdönti a Han-dinasztiát, ezért családtagjait, Lü Lut és Lü Csant helyezte a hadsereg élére. Halála után az udvarban összeesküvést szőnek a Lü-klán ellen. Lü Lut hamisított paranccsal ráveszik, hogy adja át a fővezérséget, Lü Csant pedig a császári palotában csapdába csalják és testőrségével együtt legyilkolják. Ezután a Lü klánt teljesen kiirtják.
- Lemondatják az addigi bábcsászárt, Han Hou-saót (valamivel később megölik) és tehetséges nagybátyja, Han Ven-ti veszi át a hatalmat.

## Születések
- Athéni Apollodórosz, görög filozófus
- Decimus Junius Brutus Callaicus, római hadvezér és államférfi

## Halálozások
- Augusztus 18. – Lü Csi, kínai császárné
- Han Hou-sao, kínai császár
- V. Ptolemaiosz, egyiptomi fáraó
- I. Démétriosz, görög-baktriai király (hozzávetőleges időpont)
- Büzantioni Arosztophanész, görög filozófus

## Fordítás
- Ez a szócikk részben vagy egészben  a(z)   180 BC című angol Wikipédia-szócikk ezen változatának fordításán alapul.  Az eredeti cikk szerkesztőit annak laptörténete sorolja fel. Ez a jelzés csupán a megfogalmazás eredetét és a szerzői jogokat jelzi, nem szolgál a cikkben szereplő információk forrásmegjelöléseként.